# Тютюневият път (филм)
„Тютюневият път“ (на английски: Tobacco Road) е американска драматичена комедия, излязла по екраните през 1940 година, режисиран от Джон Форд с участието на Чарли Грейпуин, Марджъри Рамбо, Джийн Тиърни и други. Сценарият е написан от Нюнъли Джонсън и е адаптация по едноименния роман на Ърскин Колдуел.

## Сюжет
Главните герои са семейството на възрастната двойка Джийтър и Ада Лестър, с дъщеря им за женене Ели Мей, олигофреничният им син Пич и бабата (майката на Ада). В предишни години семейството им отглеждало тютюн и го транспортирало по местния път (откъдето идва и името на филма), но сега икономиката е в упадък. Капитан Тим, син на собственика на земята, която е отдена под наем на Лестърови, се завръща в града. Семейството на Тим също е фалирало и банката иска да вземе земята и да се отърве от наемателите. Заедно героите успяват да убедят банковия представител да прехвърли Лестър на рента от 100 долара годишно. Джийтър има нова цел - да получи пари. Паралелно се развиват две неща. Синът Пич се жени за съседката сестра Беси, религиозна жена, а дъщерята Ели Мей се омъжва за миньора Лов. След много приключения главата на семейството не може да намери необходимата сума. Идва денят за разплата и Лестърови напускат фермата и се отправят към старчески дом. По пътя те срещат капитан Тим, който им предлага да ги откара с колата. Той обаче връща Лестърови във фермата и разкрива, че е платил рента за още шест месеца. Щастливият Джийтър отново започва да мечтае и да крои планове за голяма нова реколта.

## В ролите
| Актьор            | Роля                |
| ----------------- | ------------------- |
| Чарли Грейпуин    | Джийтър             |
| Марджъри Рембо    | Ма Джоуд            |
| Джийн Тиърни      | Ели Мей             |
| Уилям Трейси      | Пич Лестър          |
| Елизабет Патерсън | Ада Лестър          |
| Дана Андрюс       | Капитан Тим         |
| Тънък Самървил    | Пийбоди             |
| Уорд Бонд         | Лов                 |
| Грант Мичъл       | Джордж Пейн         |
| Зефи Тилбъри      | Бабата              |
| Ръсел Симпсън     | Полицейски началник |